# Compsobuthus pallidus
Espèce
Compsobuthus pallidus est une espèce de scorpions de la famille des Buthidae.

## Distribution
Cette espèce se rencontre au Koweït et en Arabie saoudite.

## Description
Le mâle holotype mesure 30,40 mm et la femelle paratype 34,10 mm.

## Publication originale
- Hendrixson, 2006 : « Buthid scorpions of Saudi Arabia, with notes on other families (Scorpiones: Buthidae, Liochelidae, Scorpionidae). » Fauna of Arabia, vol. 21, p. 33-120.